# Cerámica vidriada

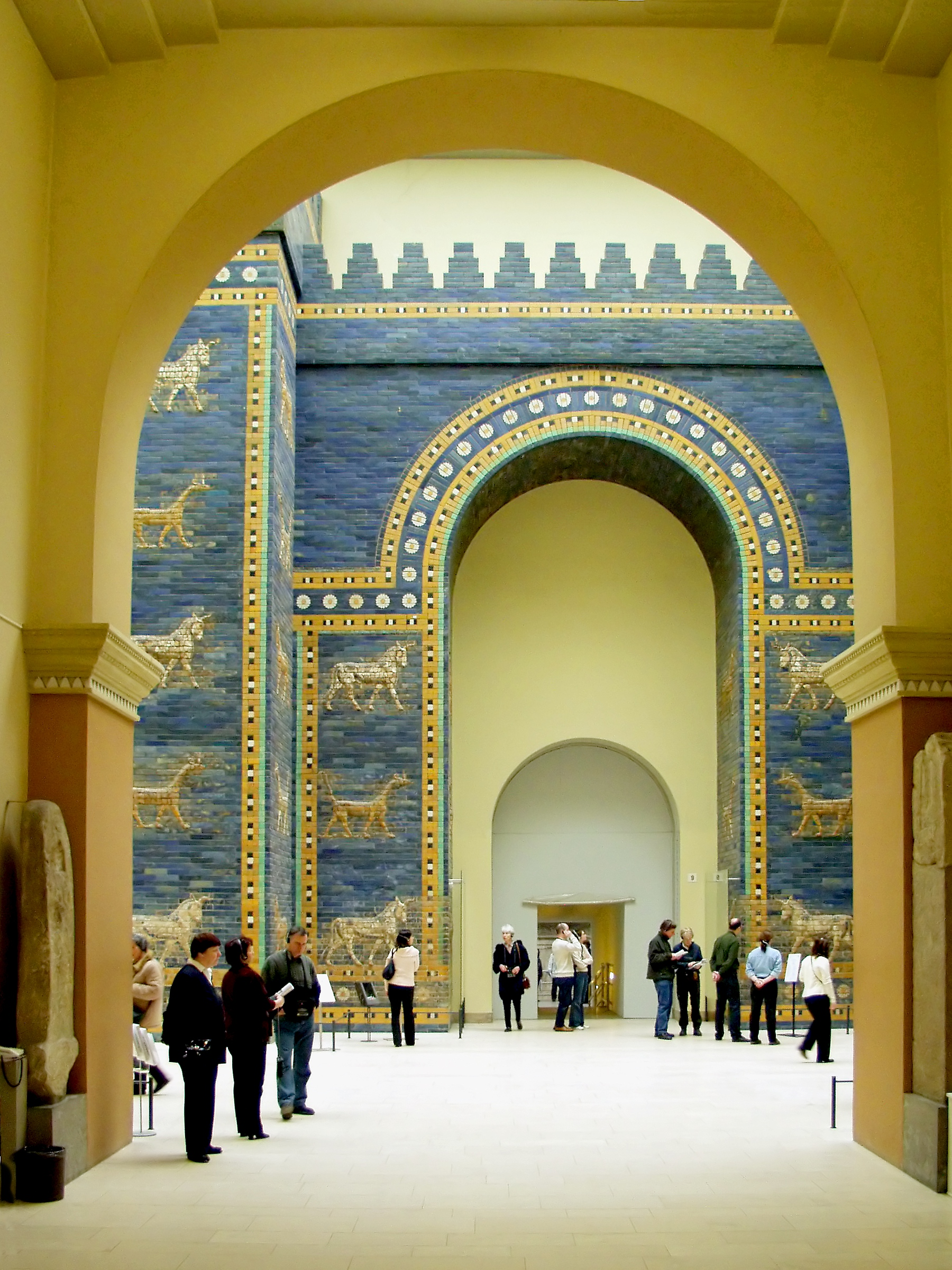
Una de las ocho puertas de la diosa Ishtar, joyas de la cerámica asiria babilónica, conservada en el Museo de Pérgamo de Berlín.

La cerámica vidriada (también conocida como terracota esmaltada y cerámica vitrificada o cerámica vítreiler es el producto de la cocción de una pieza de barro arcilloso enlucida o esmaltada. Este proceso alfarero, denominado vitrificación (o vidriado), se consigue con un barniz a base de plomo u otras sustancias, también llamado ‘frita’, marzacotto, etc.
Aunque algunas fuentes atribuyen su invención a la China del siglo III a. C., y su llegada a Occidente a la antigua Roma, hay testimonios anteriores en el Antiguo Oriente Próximo, como la fayenza egipcia (Cultura Naqada 3500-3200 a. C.), o la cerámica de Babilonia (Puerta de Ishtar, del siglo VI a. C.). El uso de cerámica vidriada para embellecer los muros se empleó en el arte islámico desde la Edad Media, dando origen a los azulejos.
Esta técnica, que en su desarrollo incluye el mundo de la azulejería, se complementa con la cerámica semivitrificada, ambas a partir de la cerámica no vítrea.

## La cerámica vidriada en al-Ándalus
La vitrificación y esmaltado (cuando se opacifica con óxido de estaño en la composición) de la cerámica en la península aparece a finales del siglo IX en al-Ándalus, sobre todo en el área almeriense con las ciudades y talleres de Pechina y Almería. Estas producciones están asociadas a la utilización desde el siglo X de hornos de barras de tradición oriental, que paulatinamente se irán sustituyendo por los de parrilla. Las producciones asociadas a este contexto de primeros vidriados son la cerámica "verde y manganeso" y cuerda seca.

## Proceso simplificado
Se cubre el objeto de barro ya cocido con polvo de óxido de plomo y se hornea de nuevo a una temperatura de 750 °C. Como la arcilla contiene sílice, al entrar en contacto con el óxido de plomo se fusiona y aparece en toda la superficie una película vidriosa transparente. Si esta fusión se amalgama con otros óxidos, se obtienen diversos colores:
- rojo con óxido de hierro
- verde, con óxido de cobre
- azul, con óxido de cobalto
- marrón o negro, con óxido de manganeso
- turquesa con sulfato de cobre

En la Edad Media utilizaban también otro sistema: mezclaban un tipo de arcilla de base silícica con los desechos del vino; después molían finamente la mezcla y añadían óxido de plomo. La masa resultante servía para cubrir el objeto de barro y darle el acabado.

## Evolución del vidriado cerámico
Como el barniz plumbífero tiene un coeficiente de dilatación superior a la propia terracota (barro cocido), pueden aparecer pequeñas fisuras que podrían filtrar los líquidos contenidos por el recipiente, lo que en muchas ocasiones hace que los alimentos introducidos en las vasijas vidriadas se enrancien formando sales de plomo muy venenosas. En el siglo XIX se descubrió que el vidriado podía hacerse sin plomo y sin el consiguiente peligro, siendo sustituido por el vidriado feldespático.

### En glosarios cerámicos
- «alfabético». retabloceramico.net. Consultado el 26 de octubre de 2018.

- «alfabético». ceramicdictionary.com. Consultado el 26 de octubre de 2018.

- «alfabético». Multilingual Dictionary of Pottery Words - English/Spanish. Consultado el 26 de octubre de 2018.